# San Giovanni Incarico
San Giovanni Incarico är en ort och kommun i provinsen Frosinone i regionen Lazio i Italien. Kommunen hade 3 280 invånare (2018).